# Scooby-Doo! Le Mystère du château hanté
 (août 2025).
Motif : Notoriété suffisante ? Manque de sources
- Archive Wikiwix
- Bing
- Cairn
- DuckDuckGo
- E. Universalis
- Gallica
- Google
- G. Books
- G. News
- G. Scholar
- Persée
- Qwant
- (zh) Baidu
- (ru) Yandex
- (wd) trouver des œuvres sur Wikidata

| 1. | Préciser le motif de la pose du bandeau. | Précisez le motif de la pose du bandeau en utilisant la syntaxe suivante : {{admissibilité à vérifier\|date=août 2025\|motif=remplacez ce texte par le motif}}                                               |
| 2. | Informer les utilisateurs concernés.     | Pensez à avertir le créateur de l'article, par exemple, en insérant le code ci-dessous sur sa page de discussion : {{subst:avertissement admissibilité à vérifier\|Scooby-Doo! Le Mystère du château hanté}} |

Scooby-Doo! Le Mystère du château hanté (Scooby-Doo! Mystery Adventures en version originale) est un jeu vidéo d'aventure sorti en juin 2001 sur PC. C'est un jeu qui reprend la série animée du même nom.

## Accueil
Selon PC Data, les ventes en magasin de Showdown in Ghost Town atteignent 93 766 exemplaires en Amérique du Nord en 2001, tandis que Phantom of the Knight en écoule 81 154 et Jinx at the Sphinx 62 514 sur la même période. Aux États-Unis, Phantom of the Knight s’écoule à 290 000 exemplaires et génère 5,9 millions de dollars de revenus en août 2006. À cette date, le magazine Edge le classe 67ᵉ meilleure vente de jeux PC sortis depuis janvier 2000. L’ensemble de la série atteint 1,4 million d’exemplaires vendus sur cette période, ce qui pousse le magazine à qualifier Scooby-Doo! Mystery Adventures de « l’une des franchises les plus solides » du jeu vidéo sur ordinateur.
Aux États-Unis, les versions PC de Jinx at the Sphinx, Showdown in Ghost Town, Mystery of the Fun Park Phantom et The Glowing Bug Man s’écoulent chacune entre 100 000 et 290 000 exemplaires en août 2006.